# 梅默尔索芬
梅默尔索芬（法語：Memmelshoffen，法語發音：[mɛməlsofən]）是法国下莱茵省的一个市镇，属于阿格诺-维桑堡区。

## 地理
梅默尔索芬（48°57'37"N, 7°52'11"E）面积1.82 平方千米，位于法国大東部大區下莱茵省，该省份为法国大陆部分最东部的省份，是阿尔萨斯的一部分，今与上莱茵省组成了阿尔萨斯欧洲集体，其南至上莱茵省，西南接孚日省和默尔特-摩泽尔省，西接摩泽尔省，北与德国接壤，东侧沿莱茵河与德国相望。
与梅默尔索芬接壤的市镇（或旧市镇、城区）包括：克费纳克、雷奇维莱尔、苏尔茨苏福雷。
梅默尔索芬的时区为UTC+01:00、UTC+02:00（夏令时）。

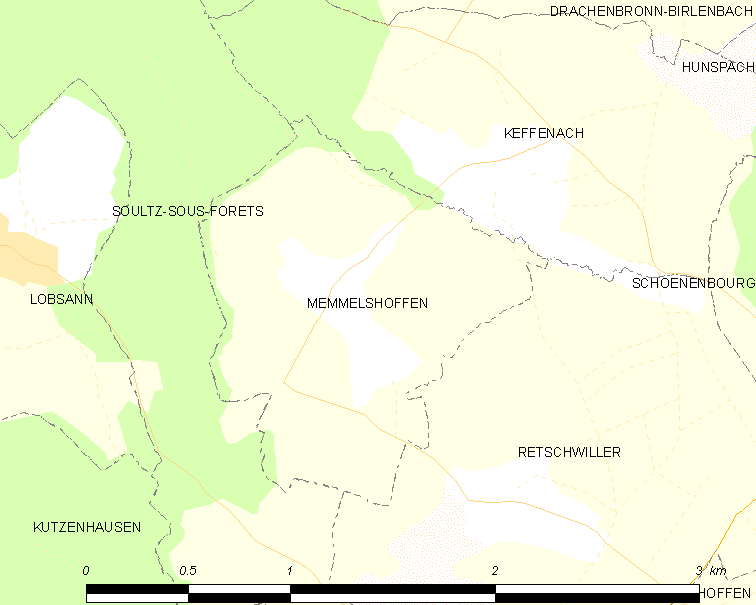
梅默尔索芬的OSM定位图

## 行政
梅默尔索芬的邮政编码为67250，INSEE市镇编码为67288。

## 政治
梅默尔索芬所属的省级选区为维桑堡县。

## 人口

1962-2008年间梅默尔索芬人口变化图示

梅默尔索芬于2022年1月1日时的人口数量为319人。